# Man of beer

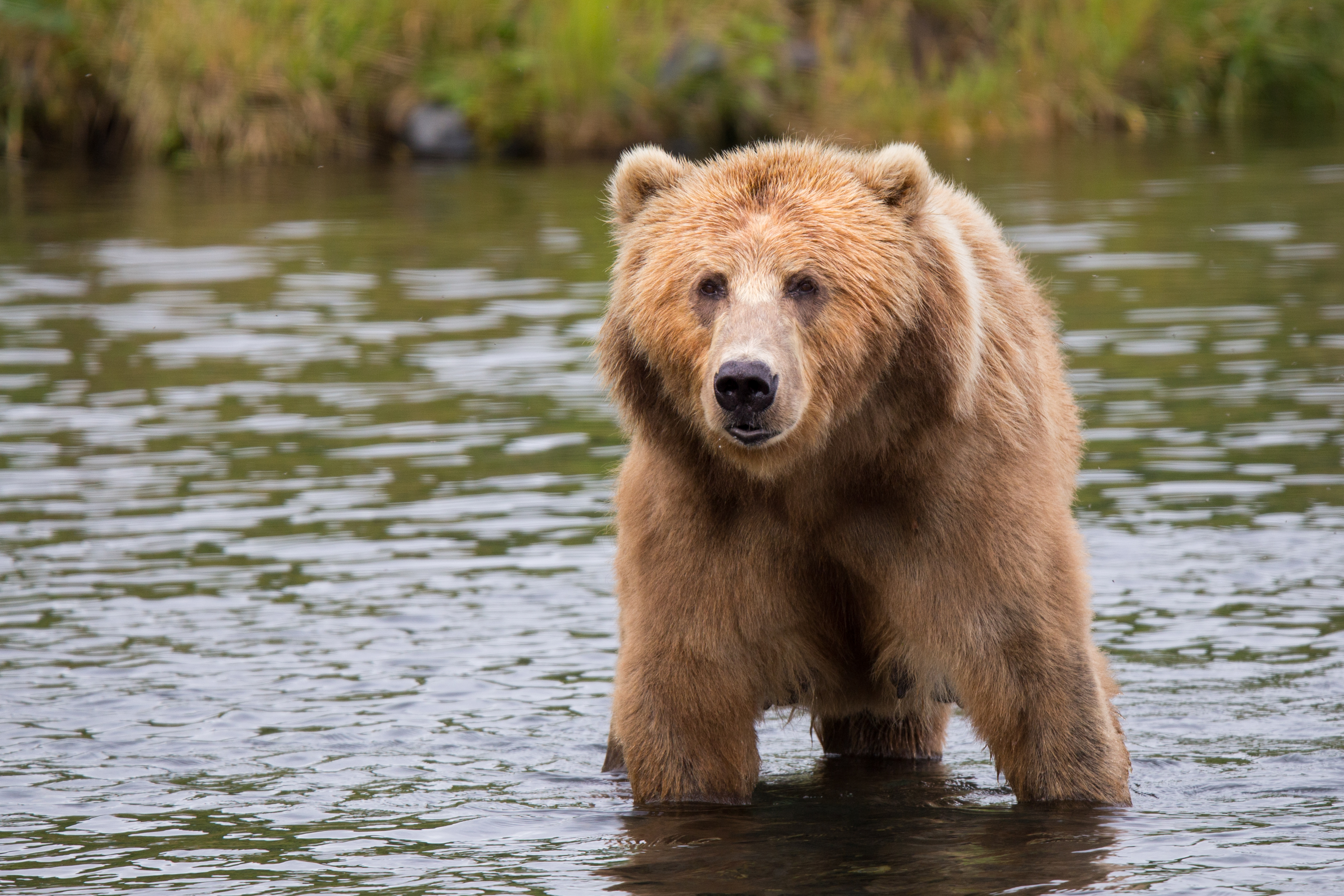
Kodiakbeer

Man of beer (Engels: Man or Bear) is een hypothetisch vraagstuk waar vrouwen worden gevraagd of ze liever vastzitten in een bos met een man of een beer. Veel vrouwen gaven aan voor de beer te kiezen. Het gedachte-experiment veroorzaakte in 2024 op sociale media een debat over geweld tegen vrouwen.

## Achtergrond
In april 2024 plaatste het Amerikaanse account Screenshot HQ een filmpje op TikTok waarin een gedachte-experiment aan acht vrouwen werd voorgelegd. Er werd hen gevraagd of zij liever vastzitten in een bos met een man of een beer. Zeven van de acht vrouwen kozen voor de beer. Het filmpje kreeg meer dan twee miljoen likes en ruim 60.000 opmerkingen. Door de viraliteit van het filmpje ontstond er op sociale media een discussie over geweld tegen vrouwen en de onveiligheid en angst die zij ervaren in het contact met mannen in het dagelijks leven. Onder de hashtag #manvsbear waren in mei 2024 ruim 7000 filmpjes geplaatst die het onderwerp bediscussieerden.
Dezelfde vraag werd ook in een aangepaste vorm aan mannen gesteld. Hen werd gevraagd of ze liever hebben dat hun vrouw of dochter alleen is in het bos met een man of een beer. Het merendeel van de mannen antwoordde hierop dat zij kozen voor de beer.

## Redenen
De redenen waarom vrouwen kiezen voor de beer is divers. Onder meer de redenen "het ergste wat de beer kan doen is me doden", "de beer beleeft er geen plezier aan", "ik ga liever dood dan dat ik het risico neem om de rest van mijn leven met een trauma geconfronteerd te worden", "niemand zal vragen of mijn rokje niet te kort was nadat ik door een beer werd aangevallen" en "de beer ziet me als een mens" werden genoemd. Volgens een onderzoekster kiezen vrouwen liever voor het onbekende om te vermijden dat zij negatieve ervaringen met mannen mogelijk moeten herbeleven. Ook stellen sommige vrouwen dat beren niet verantwoordelijk zijn voor het in stand houden van systemisch seksisme en vrouwenhaat en de beer daarom de betere keuze is.
Daarnaast werd ook het aantal geregistreerde gevallen van aanvallen door beren vergeleken met gevallen van geweld tegen vrouwen. In de Verenigde Staten wordt ongeveer 80% van de geweldsdelicten door mannen gepleegd en de meeste slachtoffers van geweld, verkrachting, stalking en moord zijn vrouwen. Wereldwijd heeft ongeveer één op de drie vrouwen te maken gehad met fysiek of seksueel geweld door een man. Doordat het aantal gevallen van geweld tegen vrouwen door mannen vele malen hoger ligt, kwamen sommige TikTok-gebruikers tot de conclusie dat mannen om die reden een groter gevaar vormen jegens vrouwen dan beren doen.
Vrouwen die kozen om liever in een bos vast te zitten met een man gaven aan dit te kiezen doordat hierdoor hun kansen op overleving worden vergroot, ze voorkeur geven aan het gezelschap van een ander mens of omdat hun angst voor beren groter is dan de angst voor een vreemde man.

## Reacties en controverse
Veel mannen reageerden verbaasd en in sommige gevallen defensief op de keuze van vrouwen voor de beer. Zij stellen dat niet alle mannen gevaarlijk zijn en beschuldigden vrouwen van misandrie. Daarnaast wordt er aangegeven dat de cijfers omtrent de aanvallen van beren niet te vergelijken zijn met de cijfers omtrent geweldplegingen door mannen, doordat vrouwen in hun leven vele malen vaker een man zullen tegenkomen dan een beer. Ook stellen sommigen dat vrouwen het potentiële gevaar van beren ernstig onderschatten, vrouwen liegen over hun keuze voor de beer en dom zijn als zij voor de beer kiezen.
Vrouwen benadrukten te weten dat niet alle mannen potentieel gevaarlijk zijn, maar dat vrouwen vanwege de dreiging van fysiek en seksueel geweld altijd op hun hoede moeten zijn. De hypothetische vraag is onderdeel van een groter vraagstuk over de onveiligheid en angst die vrouwen ervaren bij mannen. Onderzoeker Fiona Vera-Gray stelt dat vrouwen dikwijls hun gedrag aanpassen (safety work) om intimidatie of misbruik door mannen in het openbaar te vermijden. Zo kiezen vrouwen ervoor andere routes te nemen of hun kleding aan te passen. Volgens Universitair hoofddocent Cybercrime en Gender Lisa Sugiura heeft de dreiging van het geweld van een kleine groep mannen invloed op alle vrouwen.